# 川西村 (秋田県)
川西村（かわにしむら）は秋田県平鹿郡にあった村。現在の横手市北西部、雄物川左岸にあたる。

## 地理
- 山：鉢位山
- 河川：雄物川

## 歴史
- 1889年（明治22年）4月1日 - 町村制の施行により、板井田村、袴形村、十日町村の区域をもって発足。
- 1956年（昭和31年）1月25日 - 大森町に編入。同日川西村廃止。